# Elinore Johansson
Marie Johanna Elinore Johansson, född 19 mars 1996, är en svensk handbollsspelare. Hon är vänsterhänt och spelar i anfall som högernia.

## Klubbkarriär
Elinore Johanssons moderklubb är Hässleholms HF. Hon spelade för klubben till hon var 15 år. Därefter blev det ett år i H65 Höör innan hon säsongen 2012-2013 bytte klubb till Lugi HF. I Lugi debuterade hon 16 år gammal i elitserien 2012. Totalt har Johansson spelat 202 tävlingsmatcher för Lugi HF. Inför säsongen 2019/2020 värvades Johansson av norska Larvik HK. Efter två säsonger i Larvik började hon säsongen 2021/2022 spela med norska toppklubben Storhamar Håndball. Efter två säsonger i Storhammar valde hon 2023 att spela för ungerska DVSC SChaeffler. Från säsongen 2024/2025 spelar hon för tyska TuS Metzingen.

## Landslagskarriär
Internationellt spelade hon i ungdomslandslagen och det blev EM-guld 2013 med U-17 laget och EM-brons 2015 med U-19 laget. 2018 blev hon uttagen till ett landslag som spelade en träningsturnering i Sydkorea.